# I. Gottfried leuveni gróf
I. (Szakállas vagy Nagy) Gottfried (1063 körül – 1139. január 25.) középkori nemesúr, a németalföldi Leuveni Grófság uralkodója 1095-től haláláig, illetve Alsó-Lotaringia hercege 1106 és 1128 között. Ezen felül brabanti tartományi gróf (1095–1139) és antwerpeni őrgróf (1106–1139) is volt.

## Élete
Apja II. Henrik leuveni gróf, anyja Adela van Betuwe grófnő. II. Henrik halála után legidősebb fia, III. Henrik örökölte a grófi címet. 1095-ben Henrik részt vett a Tournai városában rendezett lovagi tornán, ahol párbaj közben Gosuin de Forest halálosan megsebesítette. Mivel fiúgyermeke nem született, halála után öccse, Gottfried örökölte a grófi címet.
Gottfried először Otbert liège-i püspökkel keveredett vitába a brunengeruzi grófság miatt, amelyet végül IV. Henrik német-római császár a püspöknek ítélt meg, aki viszont III. Albert namuri grófnak adományozta azt. Ezt követően Gottfried közvetített a III. Henrik luxemburgi gróf és I. Arnold looni gróf közötti vitában a Sint-Truiden-i apát kinevezési jogát illetően.
Gottfried IV. Henrik császár egyik bizalmasa volt és hűen védelmezte a császár érdekeit Lotaringiában. 1102-ben sikeresen vette fel a harcot II. Róbert flamand gróffal, aki a cambrai-i grófságot támadta. A IV. Henrik és fia, a későbbi V. Henrik közötti örökösödési vitában Gottfried a trónörököst támogatta és 1106-ban, IV. Henrik halála után az új császártól megkapta Alsó-Lotaringia hercegi címét, miután az előző herceget, III. Henriket a császár bebörtönözte és megfosztotta rangjától. Később Henrik kiszabadult és visszafoglalta Aachent, de a hercegséget nem sikerült megkaparintania.
1114-ben a császár és II. Paszkál pápa közötti vitában Gottfried vezette a helyi urak felkelését a császár ellen, de 1118-ban a császár és Gottfried kibékültek. A következő évben, 1119-ben VII. Balduin flamand gróf fiú örökös nélkül halt meg és a grófi címre számos jelölt pályázott, többek között Ypresi Vilmos, Gottfried második felesége unokahúgának férje. Gottfried támogatta Vilmost, aki végül alulmaradt Jó Károly dán herceggel szemben. Ugyanebben az évben halt meg Otbert liège-i püspök, helyére két jelölt pályázott és Gottfried ismét csak a vesztest támogatta.
Mivel Adeliza lánya I. Henrik angol királyhoz ment feleségül 1121-ben, Gottfried tekintélye jelentősen megnőtt a térségben. Azonban V. Henrik halála után Konrád német királyt támogatta a császári címért a későbbi III. Lothárral szemben. Miután Lothárt 1125-ben német királynak választották, 1128-ban megfosztotta Gottfriedet az alsó-lotaringiai hercegi címtől és Gottfried riválisának, II. Walerán limburgi grófnak, III. Henrik alsó-lotaringiai herceg fiának adományozta azt. Ennek ellenére Gottfried megtartotta magának az Antwerpeni Őrgrófságot és a hercegi címet, amit 1183-ban utóda kihasznált a brabanti hercegi cím létrehozásához.
1127-ben I. Károly flamand grófot meggyilkolták, és Gottfried ismét beavatkozott az utódlásba Elzászi Thierry oldalán, aki később megszerezte a grófi címet.
Gottfried utolsó éveit az affligemi apátságban töltötte, ahol végelgyengülésben halt meg 1139. január 25-én.

## Családja
Első felesége Ida (? – 1117/25), II. Ottó chiny-i gróf és Alice de Namur lánya volt. Gottfried és Ida házasságából öt gyermek született:
- Gottfried (? – 1142), apja halála után II. Gottfried néven örökölte a grófi címet, majd 1140-ben felesége révén kinevezték Alsó-Lotaringia hercegének VII. Gottfried néven.
- Henrik (? – 1141. szeptember 27.), 1141-ben az affligemi apátság szerzetese lett, majd röviddel ezután ott halt meg.
- Adeliza (1103 körül – 1151), 1121-ben feleségül ment I. Henrik angol királyhoz és Anglia királynéjává koronázták. Henrik halála után megkapta Arundel kastélyát és a körülötte fekvő birtokot, majd 1136 körül feleségül ment William d'Aubignyhez, akit ezért Arundel grófjának tekintettek. Második férje halála után, 1149/50-ben az affligemi apátságba vonult vissza és ott is halt meg.
- Ida (? – 1162 előtt), férje I. Arnold, Kleve grófja
- Clarissa (? – 1141 előtt)

Második felesége (1125) Clemence de Bourgogne (1078–1133), II. Róbert flamand gróf özvegye, I. Vilmos bourgogne-i gróf és Etienette lánya. Ebből a házasságból nem született gyermek. Ez időben Gottfriednek viszont született egy törvénytelen gyermeke, Odo.[forrás?]

## Fordítás
- Ez a szócikk részben vagy egészben  a   Godfrey I, Count of Leuven című angol Wikipédia-szócikk ezen változatának fordításán alapul.  Az eredeti cikk szerkesztőit annak laptörténete sorolja fel. Ez a jelzés csupán a megfogalmazás eredetét és a szerzői jogokat jelzi, nem szolgál a cikkben szereplő információk forrásmegjelöléseként.